# جیمز بازول
جیمز بازوِل (انگلیسی: James Boswell; ‎/ˈbɒzˌwɛl, -wəl/‎؛ زادهٔ ۲۹ اکتبر ۱۷۴۰ – ۱۹ مهٔ ۱۷۹۵) نویسنده، زندگی‌نامه‌نویس و وقایع‌نویس اسکاتلندی زادهٔ ادینبرو بود. شهرت او بیش‌از همه برای نوشتن زندگی‌نامهٔ شخصیت ادبی انگلیسی، ساموئل جانسون است که معمولاً گفته می‌شود بزرگترین بیوگرافی نوشته شده در زبان انگلیسی است.